# Giovanni Adolfo di Schleswig-Holstein-Sonderburg-Norburg
Giovanni Adolfo di Schleswig-Holstein-Sonderburg-Norburg (15 settembre 1576 – 21 febbraio 1624) fu un duca di Norburg sull'isola di Als.
Era figlio del duca Giovanni di Schleswig-Holstein-Sonderburg e di sua moglie Elizabeth di Brunswick-Grubenhagen. quando suo padre morì nel 1622, egli ereditò l'area intorno a Norburg sull'isola di Als e diventò quindi il primo duca di Schleswig-Holstein-Sonderburg-Norburg. Andò a Roma per studiare dal 1596 al 1597, come aveva fatto suo padre.
Fu fidanzato a Maria Edvige, una figlia del duca Ernesto Ludovico di Pomerania. Tuttavia, ella morì nel 1606, prima che il matrimonio potesse ever luogo. Rimase celibe.
Giovanni Adolfo morì nel 1624. Suo fratello Federico ereditò il suo titolo e le sue terre.

## Ascendenza
|                                                          |   |                                   | Genitori                         |  |  | Nonni |  |  | Bisnonni                |  |  | Trisnonni                |  |
|                                                          |   |                                   |                                  |  |  |       |  |  | Federico I di Danimarca |  |  | Cristiano I di Danimarca |  |
|                                                          |   |                                   |                                  |  |  |       |  |  | Federico I di Danimarca |  |  | Cristiano I di Danimarca |  |
|                                                          |   | Dorotea di Brandeburgo            |                                  |  |  |       |  |  | Federico I di Danimarca |  |  |                          |  |
| Cristiano III di Danimarca                               |   |                                   |                                  |  |  |       |  |  | Federico I di Danimarca |  |  |                          |  |
|                                                          |   | Anna del Brandeburgo              | Giovanni I di Brandeburgo        |  |  |       |  |  |                         |  |  |                          |  |
|                                                          |   | Anna del Brandeburgo              | Giovanni I di Brandeburgo        |  |  |       |  |  |                         |  |  |                          |  |
|                                                          |   | Anna del Brandeburgo              | Margherita di Sassonia           |  |  |       |  |  |                         |  |  |                          |  |
| Giovanni di Schleswig-Holstein-Sonderburg                |   | Anna del Brandeburgo              |                                  |  |  |       |  |  |                         |  |  |                          |  |
|                                                          |   | Magnus I di Sassonia-Lauenburg    | Giovanni V di Sassonia-Lauenburg |  |  |       |  |  |                         |  |  |                          |  |
|                                                          |   | Magnus I di Sassonia-Lauenburg    | Giovanni V di Sassonia-Lauenburg |  |  |       |  |  |                         |  |  |                          |  |
|                                                          |   | Magnus I di Sassonia-Lauenburg    | Dorotea di Hohenzollern          |  |  |       |  |  |                         |  |  |                          |  |
| Dorotea di Sassonia-Lauenburg                            |   | Magnus I di Sassonia-Lauenburg    |                                  |  |  |       |  |  |                         |  |  |                          |  |
|                                                          |   | Caterina di Braunschweig-Lüneburg | Enrico IV di Brunswick-Lüneburg  |  |  |       |  |  |                         |  |  |                          |  |
|                                                          |   | Caterina di Braunschweig-Lüneburg | Enrico IV di Brunswick-Lüneburg  |  |  |       |  |  |                         |  |  |                          |  |
|                                                          |   | Caterina di Braunschweig-Lüneburg | Caterina di Pomerania-Wolgast    |  |  |       |  |  |                         |  |  |                          |  |
| Giovanni Adolfo di Schleswig-Holstein-Sonderburg-Norburg |   | Caterina di Braunschweig-Lüneburg |                                  |  |  |       |  |  |                         |  |  |                          |  |
|                                                          | … | …                                 |                                  |  |  |       |  |  |                         |  |  |                          |  |
|                                                          | … | …                                 |                                  |  |  |       |  |  |                         |  |  |                          |  |
|                                                          | … | …                                 |                                  |  |  |       |  |  |                         |  |  |                          |  |
| Ernesto III di Brunswick-Grubenhagen                     | … |                                   |                                  |  |  |       |  |  |                         |  |  |                          |  |
|                                                          |   | …                                 | …                                |  |  |       |  |  |                         |  |  |                          |  |
|                                                          |   | …                                 | …                                |  |  |       |  |  |                         |  |  |                          |  |
|                                                          |   | …                                 | …                                |  |  |       |  |  |                         |  |  |                          |  |
| Elisabetta di Brunswick-Grubenhagen                      |   | …                                 |                                  |  |  |       |  |  |                         |  |  |                          |  |
|                                                          |   | …                                 | …                                |  |  |       |  |  |                         |  |  |                          |  |
|                                                          |   | …                                 | …                                |  |  |       |  |  |                         |  |  |                          |  |
|                                                          |   | …                                 | …                                |  |  |       |  |  |                         |  |  |                          |  |
| Margherita di Pomerania-Wolgast                          |   | …                                 |                                  |  |  |       |  |  |                         |  |  |                          |  |
|                                                          |   | …                                 | …                                |  |  |       |  |  |                         |  |  |                          |  |
|                                                          |   | …                                 | …                                |  |  |       |  |  |                         |  |  |                          |  |
|                                                          |   | …                                 | …                                |  |  |       |  |  |                         |  |  |                          |  |
|                                                          |   | …                                 |                                  |  |  |       |  |  |                         |  |  |                          |  |